# اسمولنکا (رودخانه)

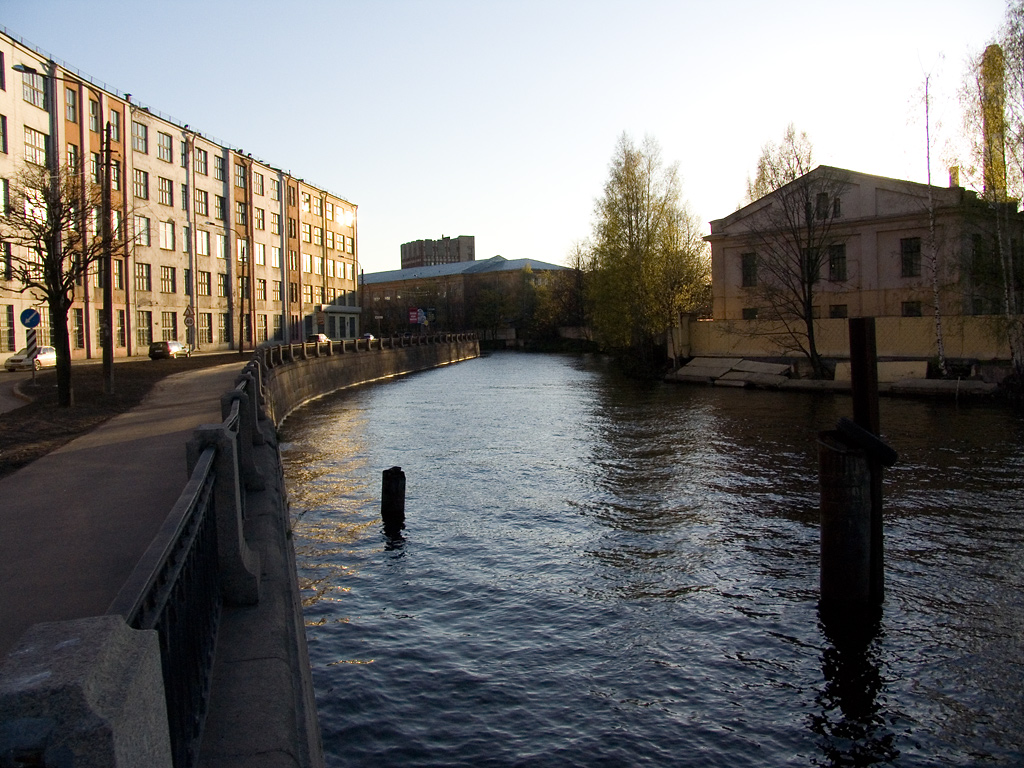
نمایی از رودخانه اسمولنکا

اسمولنکا (به روسی: Смоленка و انگلیسی: Smolenka) یک رودخانه کوچک در شهر سن پترزبورگ روسیه است. این یکی از بازوهای نوا است که دلتای آن را تشکیل می‌دهد. از بازوبند مالایا نوا در ۵۹ درجه و ۵۷ دقیقه و ۰۰ سانتی‌متر شمالی ۳۰ درجه و ۱۶ دقیقه و ۲۵ سانتی‌متر شرقی منشعب می‌شود و از طریق گورستان اسمولنسکی به خلیج فنلاند می‌ریزد و جزیره دکبریست‌ها را از جزیره واسیلیفسکی جدا می‌کند. طول آن ۳۷۰۰ متر است.
نام این رودخانه از گورستان اسمولنسکی گرفته شده است. چهار پل در سراسر اسمولنکا وجود دارد:
- پل اورالسکی
- پل اسمولنسکی
- پل نالیچنی
- پل کشتی سازان